# Prima Divisione Puglia 1950-1951
La Prima Divisione fu il massimo campionato regionale di calcio disputato in Puglia nella stagione 1950-1951.

## Girone A

### Squadre partecipanti
| Club                        | Città                      |
| --------------------------- | -------------------------- |
| A.S.C. Acquaviva            | Acquaviva delle Fonti (BA) |
| A.S. Andria                 | Andria (BA)                |
| A.S. Capurso                | Capurso (BA)               |
| C.R.A.L. Salina Sez. Calcio | Margherita di Savoia (FG)  |
| G.S. Dopolavoro Ferrovieri  | Bari                       |
| A.S. F.U.C.I.               | Rutigliano (BA)            |
| U.S. Giovinazzo             | Giovinazzo (BA)            |
| S.S. Grumese                | Grumo Appula (BA)          |
| U.S. Lucera                 | Lucera (FG)                |
| A.S. Manfredonia            | Manfredonia (FG)           |
| A.S. Mola                   | Mola di Bari (BA)          |
| A.S. Ortanova               | Ortanova (FG)              |
| A.S. Palo                   | Palo del Colle (BA)        |
| U.S. San Severo             | San Severo (FG)            |
| A.P. Trani                  | Trani (BA)                 |
| A.C. Triggiano              | Triggiano (BA)             |
| A.C. Trinitapoli            | Trinitapoli (FG)           |

### Classifica finale
|  | Pos. | Squadra                | Pt  | G   | V   | N  | P   | GF  | GS  |
|  | ---- | ---------------------- | --- | --- | --- | -- | --- | --- | --- |
|  | 1.   | Trani                  | 54  | 32  | 23  | 8  | 1   | 87  | 16  |
|  | 2.   | Palo                   | 48  | 32  | 21  | 6  | 5   | 84  | 37  |
|  | 3.   | CRAL Margherita Savoia | 45  | 32  | 20  | 5  | 7   | 83  | 37  |
|  | 4.   | Manfredonia (-1)       | 42  | 32  | 19  | 5  | 8   | 70  | 41  |
|  | 5.   | Andria                 | 39  | 32  | 16  | 7  | 9   | 79  | 37  |
|  | 6.   | Acquaviva              | 32  | 32  | 16  | 0  | 16  | 74  | 52  |
|  | 7.   | Capurso                | 32  | 32  | 14  | 4  | 14  | 56  | 50  |
|  | 8.   | San Severo (-1)        | 32  | 32  | 14  | 5  | 13  | 50  | 56  |
|  | 9.   | Triggiano              | 30  | 32  | 13  | 4  | 15  | 43  | 55  |
|  | 10.  | Ortanova               | 30  | 32  | 13  | 4  | 15  | 37  | 68  |
|  | 11.  | Giovinazzo             | 28  | 32  | 11  | 6  | 15  | 57  | 87  |
|  | 12.  | Trinitapoli            | 27  | 32  | 10  | 7  | 15  | 40  | 54  |
|  | 13.  | Mola                   | 25  | 32  | 9   | 7  | 16  | 51  | 61  |
|  | 14.  | Grumese                | 25  | 32  | 11  | 3  | 18  | 43  | 63  |
|  | 15.  | Dop. Ferrovieri Bari   | 20  | 32  | 6   | 8  | 18  | 51  | 71  |
|  | 16.  | Lucera                 | 4   | 32  | 0   | 4  | 28  | 31  | 119 |
|  | 17.  | FUCI Rutigliano        | 29  | 32  | 11  | 7  | 14  | 47  | 79  |
|  |      |                        | 513 | 544 | 227 | 90 | 227 | 983 | 983 |

Legenda:
      Promosso in Promozione 1951-1952.
      Retrocesso in Prima Categoria 1951-1952.
Note:
Due punti a vittoria, uno a pareggio, zero a sconfitta.
Il F.U.C.I. è stato retrocesso all'ultimo posto a causa degli incidenti avvenuti con il Ferrovieri Bari.
Il Manfredonia e il San Severo sono stati penalizzati con la sottrazione di 1 punto in classifica.

## Girone B

### Squadre partecipanti
| Club                    | Città                    |
| ----------------------- | ------------------------ |
| U.S. Carosino           | Carosino (TA)            |
| A.S. Casarano           | Casarano (LE)            |
| U.S. Copertino          | Copertino (LE)           |
| A.S. Fasano             | Fasano (BR)              |
| A.S. Francavilla        | Francavilla Fontana (BR) |
| A.C. Locorotondo        | Locorotondo (BA)         |
| Pol. Massafrese         | Massafra (TA)            |
| U.S. Neritina           | Nardò (LE)               |
| A.S. Oria               | Oria (BR)                |
| A.S. Ostuni             | Ostuni (BR)              |
| U.S. San Giorgio Jonico | San Giorgio Jonico (TA)  |
| A.S. Squinzano          | Squinzano (LE)           |
| U.S. Tarantina          | Taranto                  |
| A.S. Totò Cezzi         | Novoli (LE)              |
| A.S. Valenzano          | Valenzano (BA)           |

### Classifica finale
Note
|  | Pos. | Squadra            | Pt  | G   | V   | N  | P   | GF  | GS  |
|  | ---- | ------------------ | --- | --- | --- | -- | --- | --- | --- |
|  | 1.   | Pro Gioia          | 45  | 28  | 20  | 5  | 3   | 71  | 22  |
|  | 2.   | Pol. Massafrese    | 39  | 27  | 16  | 7  | 4   | 56  | 29  |
|  | 3.   | Casarano           | 36  | 27  | 15  | 6  | 6   | 77  | 37  |
|  | 4.   | Fasano             | 35  | 27  | 15  | 5  | 7   | 58  | 36  |
|  | 5.   | Carosino           | 33  | 28  | 15  | 3  | 10  | 59  | 39  |
|  | 6.   | Francavilla        | 29  | 27  | 12  | 5  | 10  | 49  | 49  |
|  | 7.   | Neritina           | 28  | 28  | 11  | 6  | 11  | 62  | 48  |
|  | 8.   | Novoli             | 28  | 28  | 13  | 2  | 13  | 62  | 50  |
|  | 9.   | Tarantina          | 26  | 28  | 10  | 6  | 12  | 47  | 48  |
|  | 10.  | Locorotondo        | 26  | 28  | 12  | 2  | 14  | 42  | 58  |
|  | 11.  | San Giorgio Jonico | 20  | 27  | 7   | 6  | 14  | 37  | 65  |
|  | 12.  | Squinzano (-2)     | 20  | 28  | 8   | 6  | 14  | 35  | 53  |
|  | 13.  | Oria               | 20  | 27  | 8   | 4  | 15  | 43  | 71  |
|  | 14.  | Valenzano          | 16  | 28  | 4   | 8  | 16  | 30  | 68  |
|  | 15.  | Copertino (-2)     | 9   | 28  | 4   | 3  | 21  | 31  | 86  |
|  |      |                    | 410 | 414 | 170 | 74 | 170 | 759 | 759 |

Legenda:
      Promosso in Promozione 1951-1952.
Note:
Due punti a vittoria, uno a pareggio, zero a sconfitta.
Squinzano e Copertino sono stati penalizzati con la sottrazione di 2 punti in classifica.

## Girone finale
- Andria, 1º luglio 1951: Pro Gioia - Trani 0-0 (d.t.s.)

Il Trani ha rinunciato alla finale bis e il titolo è andato alla Pro Gioia.